# Glenea iligana
Glenea iligana là một loài bọ cánh cứng trong họ Cerambycidae.